# Muraenosaurus

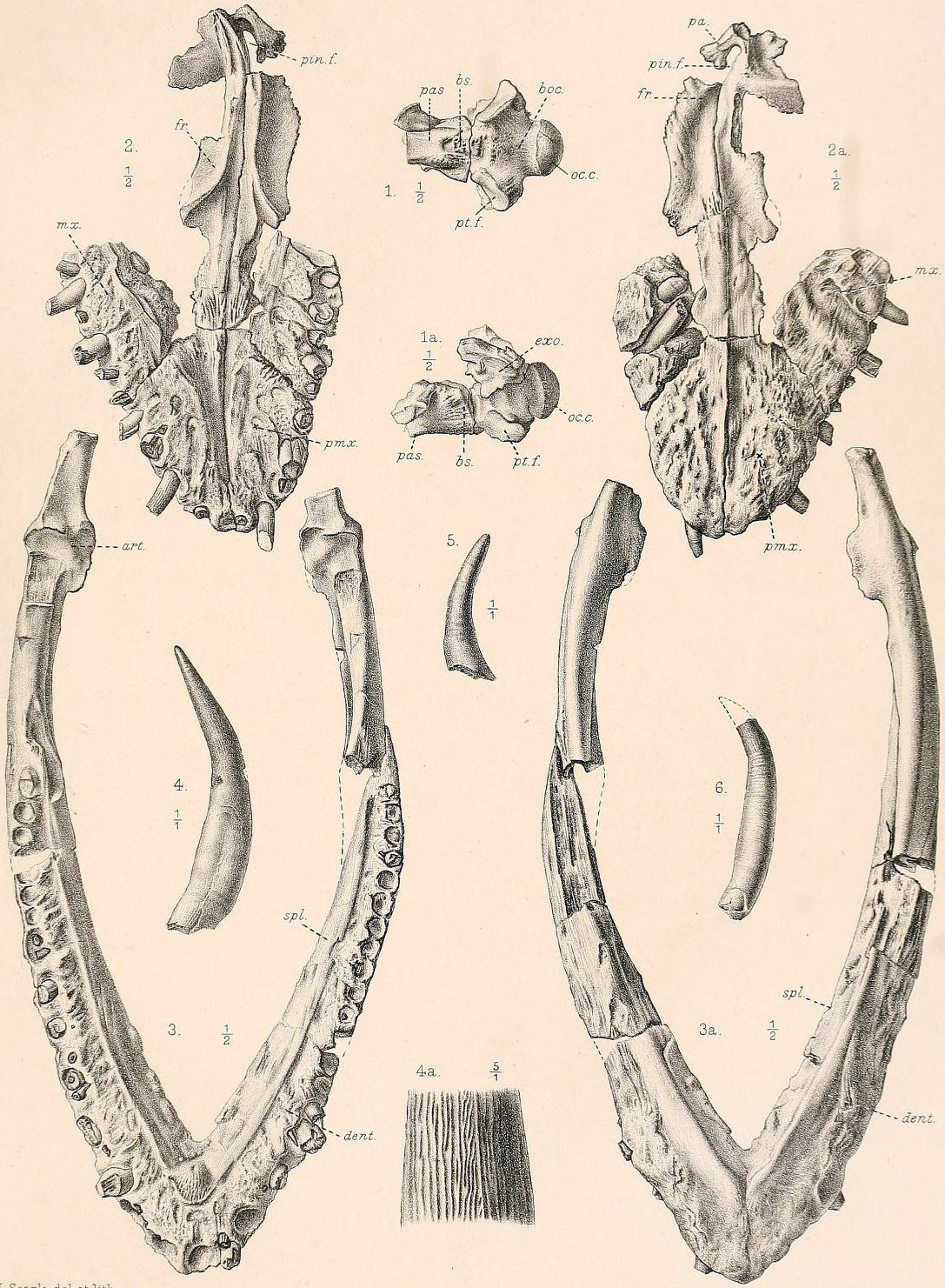
Ilustração do fóssil de M. leedsii

Muraenosaurus (do latim "lagarto enguia") é um gênero extinto de réptil plesiossauro criptoclidídeo de Oxford Clay, no sul da Inglaterra. 

## Descoberta e descrição
O Muraenosaurus media até 5,2 metros de comprimento e viveu aproximadamente entre 160 milhões de anos atrás e 164 milhões de anos atrás no Jurássico Médio. O gênero recebeu esse nome devido à aparência de enguia, com pescoço longo e cabeça pequena. Charles J. Leeds coletou o primeiro Muraenosaurus que foi então descrito por HG Seeley. Como o animal foi descrito na coleção de Charles Leeds, recebeu o nome de Muraenosaurus leedsi. Este é o espécime mais completo pertencente ao gênero Muraenosaurus e também a única espécie que é sem dúvida membro do gênero. Duas outras espécies foram provisoriamente referidas como membros do gênero Muraenosaurus: Muraenosaurus reedii e Muraenosaurus beloclis Seeley sendo que este último mais tarde foi reclassificado para o gênero Picrocleidus.

## Descrição

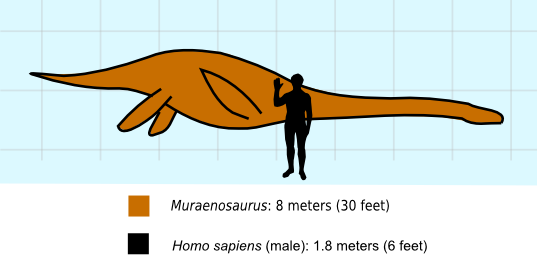
M. leedsii com um homem em escala

Muraenosaurus era um plesiossauro de porte médio, com o maior espécime medindo até 5,2 metros (17 pés) de comprimento. O plesiossauro tinha 66 vértebras pré-sacrais; 44 formavam o longo pescoço, 3 peitorais e 19 torácicas. As vértebras cervicais alongavam-se progressivamente da base do crânio para trás com espinhas neurais mais largas na região inferior, indicando forte inserção muscular. As zigapófises (articulações vertebrais) achatavam-se gradualmente até desaparecer na 30ª vértebra cervical. As vértebras peitorais similares as ultimas vértebras cervicais, tinham centros vertebrais mais largos e espinhas neurais levemente inclinadas. Nas vértebras dorsais, os arcos neurais elevavam-se enquanto as espinhas neurais alongavam-se no eixo antero-posterior comprimiam-se verticalmente.
O Muraenosaurus possui uma cintura peitoral mais larga do que na maioria dos plesiossauros, o que ajudou a situar o animal como um membro da família Cryptoclididae. Os coracoides atingem larguras de quase 35 centímetros. Seus membro anteriores mostram notável compressão mediolateral quando comparados tanto aos posteriores quando aos de outros plesiossauros. Essa compressão é representada na proporção dos membros do muraenossauro. A proporção dos membros posteriores é muito maior do que a dos membros anteriores, representando uma forma mais longa e esguia. A alta proporção dos membros anteriores pode ter sido usada para aumentar a capacidade de manobra, mas com algum custo para a resistência do animal.